# Wugang (Shaoyang)
Koordinaten: 26° 44′ N, 110° 38′ O
Die Stadt Wugang (chinesisch 武冈市, Pinyin Wǔgāng Shì) ist eine kreisfreie Stadt in der chinesischen Provinz Hunan. Sie gehört zum Verwaltungsgebiet bezirksfreien Stadt Shaoyang. Wugang hat eine Fläche von 1.532 km² und 780.500 Einwohner (Stand: Ende 2018).

## Administrative Gliederung
Auf Gemeindeebene setzt sich die kreisfreie Stadt aus vier Straßenvierteln, acht Großgemeinden und neun Gemeinden zusammen.